# Moxico (município)
Moxico, por vezes também chamado de município de Luena, foi um município da província do Moxico, em Angola, com sede na cidade de Luena. Foi, até 2024, juridicamente, o município-capital da província homônima.
O município tinha 38 999km² e cerca de 177 mil habitantes. Era limitado a norte pelos municípios de Cacolo, Dala, Camanongue e Léua, a leste pelos municípios de Cameia e Alto Zambeze, a sul pelos municípios de Bundas e Luchazes, e a oeste pelos municípios de Camacupa e Cuemba.
O município era constituído pela comuna-sede, correspondente à cidade de Luena, e pelas comunas de Cangumbe, Cachipoque, Lucusse e Lutuai (ou Muangai).
A reforma administrativa-territorial de 2024 extinguiu o município, com sua jurisdição sendo transferida para o novo município de Luena.